# Пръстени на Уран
Пръстените на Уран са система планетарни пръстени около планетата Уран, които заемат средно положение по сложност между големите пръстени на Сатурн и по-простите пръстени на Юпитер и Нептун.
Пръстените на Уран са открити на 10 март 1977 г., макар Уилям Хершел да твърди, че е видял такива още през 1789 г. Съвременните астрономи са раздвоени относно това твърдение, тъй като те са много тъмни и бледи. Вояджър 2 фотографира пръстените на Уран по време на полет през 1986 г. Още два пръстена са открити през 2005 г.
Това е лист с кратко обобщение на всички пръстени на Уран.
| Име                            | Разстояние от центъра на Уран (km)          | Широчина (km) |
| ------------------------------ | ------------------------------------------- | ------------- |
| Зета пръстен (Zeta Ring)       | 38 000                                      | 2500?         |
| 6-и пръстен (Ring 6)           | 41 837                                      | 1,5           |
| 5-и пръстен (Ring 5)           | 42 234                                      | ~2            |
| 4-ти пръстен (Ring 4)          | 42 571                                      | ~2            |
| Алфа пръстен (Alpha Ring)      | 44 718                                      | 4 – 10        |
| Бета пръстен (Beta Ring)       | 45 661                                      | 5 – 11        |
| Ета пръстен (Eta Ring)         | 47 176                                      | 1,6           |
| Гама пръстен (Gamma Ring)      | 47 627                                      | 1 – 4         |
| Делта пръстен (Delta Ring)     | 48 300                                      | 3 – 7         |
| Ламбада пръстен (Lambda Ring)  | 50 024                                      | 3 – 7         |
| Епсилон пръстен (Epsilon Ring) | 51 149 (shepherded by Cordelia and Ophelia) | 20 – 96       |
| Ну пръстен (Nu Ring)           | ~66 000 (near Portia)                       | 3800          |
| Му пръстен (Mu Ring)           | 97 734 (at Mab)                             | 17 000        |